# China op de Olympische Winterspelen 1992
Tijdens de Olympische Winterspelen van 1992, die in Albertville (Frankrijk) werden gehouden, nam China voor de vierde keer deel.

## Medailleoverzicht
| Sport      | Olympiër  | Discipline | Medaille |
| ---------- | --------- | ---------- | -------- |
| Schaatsen  | Ye Qiaobo | 500 m (v)  | Zilver   |
| Schaatsen  | Ye Qiaobo | 1000 m (v) | Zilver   |
| Shorttrack | Li Yan    | 500 m (v)  | Zilver   |

## Deelnemers en resultaten

### Alpineskiën
| Olympiër  | Discipline       | Resultaat | Prestatie                        |
| --------- | ---------------- | --------- | -------------------------------- |
| Li Xueqin | super g (v)      | 47e       | 1.48,86 (+27,64)                 |
| Li Xueqin | reuzenslalom (v) | 35e       | 2.45,79 (+33,05) 1.19,88+1.25,91 |
| Li Xueqin | slalom (v)       | 39e       | 2.12,55 (+39,87) 1.10,00+1.02,55 |
| Liu Yali  | super g (v)      | 45e       | 1.43,50 (+22,28)                 |
| Liu Yali  | reuzenslalom (v) | 38e       | 2.51,12 (+38,38) 1.25,91+1.25,21 |
| Liu Yali  | slalom (v)       | 33e       | 2.01,44 (+28,76) 1.03,44+58,00   |

### Biatlon
| Olympiër                                              | Discipline             | Resultaat | Prestatie |
| ----------------------------------------------------- | ---------------------- | --------- | --- |
| Song Wenbin                                           | 10 km (m)              | 63e       | 29.39,3 (+3.37,0) pen.: 1 (0 + 1)                                                                                           |
| Song Wenbin                                           | 20 km (m)              | 82e       | 1:10.39,7 (+13.05,3) pen.: 8 (1 + 1 + 3 + 3)                                                                                |
| Tan Hongbin                                           | 10 km (m)              | 70e       | 29.55,9 (+3.53,6) pen.: 2 (0 + 2)                                                                                           |
| Tan Hongbin                                           | 20 km (m)              | 75e       | 1:07.24,1 (+10.49,7) pen.: 5 (1 + 1 + 2 + 1)                                                                                |
| Tang Guoliang                                         | 10 km (m)              | 75e       | 30.22,6 (+4.20,3) pen.: 1 (1 + 0)                                                                                           |
| Tang Guoliang                                         | 20 km (m)              | 52e       | 1:03.39,1 (+6.04,7) pen.: 1 (0 + 0 + 1 + 0)                                                                                 |
| Wang Weiyi                                            | 10 km (m)              | 71e       | 30.06,0 (+4.03,7) pen.: 1 (0 + 1)                                                                                           |
| Wang Weiyi                                            | 20 km (m)              | 50e       | 1:03.30,0 (+6.55,6) pen.: 3 (1 + 1 + 1 + 0)                                                                                 |
| Team Tan Hongbin Tang Guoliang Wang Weiyi Song Wenbin | 4x7,5 km estafette (m) | 17e       | 1:33.52,4 (+9.08,9) pen.: 1 23.39,2 pen.: 0 (0 + 0) 23.42,9 pen.: 0 (0 + 0) 22.11,0 pen.: 0 (0 + 0) 24.19,3 pen.: 1 (0 + 1) |
|                                                       |                        |           | |
| Liu Giulan                                            | 7,5 km (v)             | dnf       | opgave |
| Liu Giulan                                            | 15 km (v)              | 49e       | 59.55,4 (+8.08,2) pen.: 5 (2 + 1 + 0 + 2)                                                                                   |
| Song Aiqin                                            | 7,5 km (v)             | 29e       | 27.21,2 (+2.52,0) pen.: 3 (1 + 2)                                                                                           |
| Song Aiqin                                            | 15 km (v)              | 30e       | 57.31,3 (+5.44,1) pen.: 5 (2 + 1 + 1 + 1)                                                                                   |
| Wang Jinfen                                           | 7,5 km (v)             | 35e       | 27.53,2 (+3.24,0) pen.: 2 (0 + 2)                                                                                           |
| Wang Jinfen                                           | 15 km (v)              | 65e       | 1:03.53,0 (+12.05,8) pen.: 10 (3 + 2 + 2 + 3)                                                                               |
| Wang Jinping                                          | 7,5 km (v)             | 52e       | 28.42,4 (+4.13,2) pen.: 1 (0 + 1)                                                                                           |
| Wang Jinping                                          | 15 km (v)              | 61e       | 1:03.01,1 (+12.13,9) pen.: 7 (1 + 2 + 2 + 2)                                                                                |
| Team Wang Jinping Liu Giulan Song Aiqin               | 3x7,5 km estafette (v) | 12e       | 1:23.51,0 (+7.55,4) pen.: 4 29.22,1 pen.: 4 (0 + 4) 27.25,7 pen.: 0 (0 + 0) 27.03,2 pen.: 0 (0 + 0)                         |

### Kunstrijden
| Olympiër           | Discipline | Resultaat | Prestatie                                                 |
| ------------------ | ---------- | --------- | --------------------------------------------------------- |
| Zhang Zhubin       | mannen     | 25e       | dnq (korte kür: 25)                                       |
| Chen Lu            | vrouwen    | 6e        | 10,5 p. (korte kür: 11 - lange kür: 5)                    |
| Han Bing Jiang Hui | ijsdansen  | 18e       | 36,0 p. (verpl.1: 18 - verpl.2: 18 - org.: 18 - vrij: 18) |

### Langlaufen
| Olympiër     | Discipline                    | Resultaat | Prestatie                              |
| ------------ | ----------------------------- | --------- | -------------------------------------- |
| Wu Jintao    | 10 km klassiek (m)            | 80e       | 34.45,9 (+7.09,9)                      |
| Wu Jintao    | 30 km klassiek (m)            | 68e       | 1:38.54,5 (+16.26,7)                   |
| Wu Jintao    | 50 km vrije stijl (m)         | 62e       | 2:29.59,7 (+26.18,2)                   |
| Wu Jintao    | achtervolging 10 km+15 km (m) | 72e       | +13.28,7 (10 km:34.45 + 15 km:44.21,6) |
|              |                               |           |                                        |
| Gong Guiping | 5 km klassiek (v)             | 57e       | 17.48,0 (+3.34,2)                      |
| Gong Guiping | 15 km klassiek (v)            | 46e       | 50.56,3 (+8.35,5)                      |
| Gong Guiping | 30 km vrije stijl (v)         | 53e       | 1:43.08,2 (+20.38,1)                   |
| Gong Guiping | achtervolging 5 km+10 km (v)  | 55e       | +10.52,5 (5 km:17.48 + 10 km:33.12,2)  |
| Wang Yan     | 5 km klassiek (v)             | 58e       | 17.56,8 (+3.43,0)                      |
| Wang Yan     | 15 km klassiek (v)            | 47e       | 50.57,3 (+8.36,5)                      |
| Wang Yan     | 30 km vrije stijl (v)         | 54e       | 1:49.08,5 (+26.38,4)                   |
| Wang Yan     | achtervolging 5 km+10 km (v)  | 56e       | +12.36,6 (5 km:17.57 + 10 km:34.47,3)  |

### Schaatsen
| Olympiër    | Discipline | Resultaat | Prestatie        |
| ----------- | ---------- | --------- | ---------------- |
| Dai Jun     | 500 m (m)  | 27e       | 38,51 (+1,37)    |
| Dai Jun     | 1000 m (m) | 40e       | 1.19,21 (+4,36)  |
| Liu Hongbo  | 500 m (m)  | 11e       | 37,66 (+0,52)    |
| Liu Yanfei  | 1000 m (m) | 30e       | 1.17,59 (+2,74)  |
| Liu Yanfei  | 1500 m (m) | 18e       | 1.58,44 (+3,63)  |
| Liu Yanfei  | 5000 m (m) | 24e       | 7.25,56 (+25,59) |
| Song Chen   | 500 m (m)  | 9e        | 37,58 (+0,44)    |
| Song Chen   | 1000 m (m) | 21e       | 1.16,74 (+1,89)  |
|             |            |           |                  |
| Liu Junhong | 1500 m (v) | 24e       | 2.11,61 (+5,74)  |
| Liu Junhong | 3000 m (v) | 26e       | 4.49,13 (+29,23) |
| Liu Junhong | 5000 m (v) | 16e       | 8.04,31 (+32,74) |
| Liu Yuexi   | 500 m (v)  | 19e       | 41,85 (+1,52)    |
| Liu Yuexi   | 1000 m (v) | 22e       | 1.24,71 (+2,81)  |
| Wang Xiuli  | 500 m (v)  | dnf       | opgave           |
| Xue Ruihong | 500 m (v)  | 13e       | 41,47 (+1,14)    |
| Xue Ruihong | 1000 m (v) | 27e       | 1.25,11 (+3,21)  |
| Ye Qiaobo   | 500 m (v)  | Zilver    | 40,51 (+0,18)    |
| Ye Qiaobo   | 1000 m (v) | Zilver    | 1.21,92 (+0,02)  |
| Zhang Qing  | 1500 m (v) | 23e       | 2.11,26 (+5,39)  |
| Zhang Qing  | 3000 m (v) | 21e       | 4.39,46 (+19,56) |
| Zhang Qing  | 5000 m (v) | 18e       | 8.04,71 (+33,14) |

### Shorttrack
| Olympiër                                      | Discipline           | Resultaat | Prestatie                                                               |
| --------------------------------------------- | -------------------- | --------- | ----------------------------------------------------------------------- |
| Li Lianli                                     | 1000 m (m)           | 13e       | dnq, kf 3 (4e): 1.33,90, vr 6 (2e): 1.37,85                             |
|                                               |                      |           |                                                                         |
| Li Yan                                        | 500 m (v)            | Zilver    | Finale: 47,08, hf 1 (2e): 48,33, kf 2 (1e): 48,33, vr 4 (1e): 48,33     |
| Wang Xiulan                                   | 500 m (v)            | 8e        | B-finale: 1.34,12, hf 2 (3e): 48,04, kf 3 (1e): 47,56, vr 3 (1e): 47,49 |
| Zhang Yanmei                                  | 500 m (v)            | dq        | dnq, vr 1: diskwalificatie                                              |
| Li Changxiang Li Yan Wang Xiulan Zhang Yanmei | 3000 m aflossing (v) | dq        | dnq, hf 2: diskwalificatie                                              |

Algerije · Amerikaanse Maagdeneilanden · Andorra · Argentinië · Australië · België · Bermuda · Bolivia · Brazilië · Bulgarije · Canada · Chili · China · Chinees Taipei · Costa Rica · Cyprus · Denemarken · Duitsland · Estland · Filipijnen · Finland · Frankrijk · Gezamenlijk team · Griekenland · Groot-Brittannië · Honduras · Hongarije · Ierland · IJsland · India · Italië · Jamaica · Japan · Joegoslavië · Kroatië · Letland · Libanon · Liechtenstein · Litouwen · Luxemburg · Marokko · Mexico · Monaco · Mongolië · Nederland · Nederlandse Antillen · Nieuw-Zeeland · Noord-Korea · Noorwegen · Oostenrijk · Polen · Puerto Rico · Roemenië · San Marino · Senegal · Slovenië · Spanje · Swaziland · Tsjecho-Slowakije · Turkije · Verenigde Staten · Zuid-Korea · Zweden · Zwitserland